# Marikostinovo
Marikostinovo (bulgariska: Марикостиново) är ett distrikt i Bulgarien.   Det ligger i kommunen Obsjtina Petritj och regionen Blagoevgrad, i den sydvästra delen av landet, 140 km söder om huvudstaden Sofia.
Trakten runt Marikostinovo består till största delen av jordbruksmark. Runt Marikostinovo är det mycket glesbefolkat, med 5 invånare per kvadratkilometer.